# Temporada 2021 de Super Fórmula Lights
La temporada 2021 de Super Fórmula Lights fue la segunda temporada de dicho campeonato. Todas las rondas se disputaron como soporte a las rondas del Campeonato de Super Fórmula Japonesa.
Teppei Natori logró el título de pilotos en la segunda carrera de la última ronda luego de que su principal rival Giuliano Alesi no sumara los puntos necesarios para seguir en lucha por el título.

## Escuderías y pilotos
| Escudería         | N.º | Piloto          | Estado | Rondas   |
| ----------------- | --- | --------------- | ------ | -------- |
| TOM'S             | 1   | Seita Nonaka    |        | 1-5      |
| TOM'S             | 1   | Kazuto Kotaka   |        | 6        |
| TOM'S             | 36  | Giuliano Alesi  |        | Todas    |
| TOM'S             | 37  | Hibiki Taira    |        | Todas    |
| Toda Racing       | 2   | Ren Sato        |        | Todas    |
| ALBIREX Racing    | 3   | Lucca Allen     |        | 1-2, 4   |
| ALBIREX Racing    | 5   | Seiya Jin       |        | 1        |
| ALBIREX Racing    | 5   | Tsubasa Iriyama |        | 2        |
| B-Max Engineering | 4   | Nobuhiro Imada  | M      | Todas    |
| B-Max Engineering | 30  | «Dragon»        |        | Todas    |
| B-Max Engineering | 51  | Miki Koyama     |        | 1        |
| B-Max Engineering | 51  | Takashi Hata    | M      | 2, 4     |
| B-Max Engineering | 51  | «Syuji»         | M      | 3, 5-6   |
| Looney Sports     | 10  | Atsushi Miyake  |        | Todas    |
| Looney Sports     | 11  | Masayuki Ueda   | M      | 1-2, 4-6 |
| RS Fine           | 35  | Shunsuke Kohno  |        | Todas    |
| B-Max Racing Team | 50  | Teppei Natori   |        | Todas    |
| B-Max Racing Team | 52  | Seiya Jin       |        | 5-6      |
| Fuente:           |     |                 |        |          |

| Icono | Estado        |
| ----- | ------------- |
| M     | Clase Másters |

## Calendario
| Ronda    | Circuito                   | Fecha         |
| -------- | -------------------------- | ------------- |
| 1        | Fuji Speedway, Oyama       | 4 de abril    |
| 2        | Circuito de Suzuka, Suzuka | 25 de abril   |
| 3        | Autopolis, Ōita            | 16 de mayo    |
| 4        | Sportsland SUGO, Murata    | 20 de junio   |
| 5        | Twin Ring Motegi, Motegi 1 | 29 de agosto  |
| 6        | Twin Ring Motegi, Motegi 2 | 17 de octubre |
| Fuentes: |                            |               |

## Resultados
| Ronda | Ronda | Ronda              | Pole Position                                         | Vuelta rápida                                         | Piloto ganador                                        | Escudería ganadora                                    | Ganador Másters                                       |
| ----- | ----- | ------------------ | ----------------------------------------------------- | ----------------------------------------------------- | ----------------------------------------------------- | ----------------------------------------------------- | ----------------------------------------------------- |
| 1     | C1    | Fuji Speedway      | Teppei Natori                                         | Teppei Natori                                         | Teppei Natori                                         | B-Max Racing Team                                     | Nobuhiro Imada                                        |
| 1     | C2    | Fuji Speedway      | Teppei Natori                                         | Ren Sato                                              | Ren Sato                                              | Toda Racing                                           | Nobuhiro Imada                                        |
| 1     | C3    | Fuji Speedway      |                                                       | Ren Sato                                              | Atsushi Miyake                                        | Looney Sports                                         | Masayuki Ueda                                         |
| 2     | C1    | Circuito de Suzuka | Teppei Natori                                         | Teppei Natori                                         | Teppei Natori                                         | B-Max Racing Team                                     | Nobuhiro Imada                                        |
| 2     | C2    | Circuito de Suzuka | Teppei Natori                                         | Teppei Natori                                         | Teppei Natori                                         | B-Max Racing Team                                     | Masayuki Ueda                                         |
| 2     | C3    | Circuito de Suzuka |                                                       | Ren Sato                                              | Teppei Natori                                         | B-Max Racing Team                                     | Nobuhiro Imada                                        |
| 3     | C1    | Autopolis          | Ren Sato                                              | Atsushi Miyake                                        | Atsushi Miyake                                        | Looney Sports                                         | Nobuhiro Imada                                        |
| 3     | C2    | Autopolis          | Ren Sato                                              | Giuliano Alesi                                        | Teppei Natori                                         | B-Max Racing Team                                     | «Syuji»                                               |
| 3     | C3    | Autopolis          | Carrera cancelada debido a las condiciones climáticas | Carrera cancelada debido a las condiciones climáticas | Carrera cancelada debido a las condiciones climáticas | Carrera cancelada debido a las condiciones climáticas | Carrera cancelada debido a las condiciones climáticas |
| 4     | C1    | Sportsland SUGO    | Giuliano Alesi                                        | Giuliano Alesi                                        | Giuliano Alesi                                        | TOM'S                                                 | Takashi Hata                                          |
| 4     | C2    | Sportsland SUGO    | Teppei Natori                                         | Teppei Natori                                         | Teppei Natori                                         | B-Max Racing Team                                     | Nobuhiro Imada                                        |
| 4     | C3    | Sportsland SUGO    |                                                       | Teppei Natori                                         | Giuliano Alesi                                        | TOM'S                                                 | Nobuhiro Imada                                        |
| 5     | C1    | Twin Ring Motegi 1 | Ren Sato                                              | Ren Sato                                              | Ren Sato                                              | Toda Racing                                           | Nobuhiro Imada                                        |
| 5     | C2    | Twin Ring Motegi 1 | Ren Sato                                              | Ren Sato                                              | Ren Sato                                              | Toda Racing                                           | Nobuhiro Imada                                        |
| 5     | C3    | Twin Ring Motegi 1 |                                                       | Ren Sato                                              | Ren Sato                                              | Toda Racing                                           | Nobuhiro Imada                                        |
| 6     | C1    | Twin Ring Motegi 2 | Teppei Natori                                         | Giuliano Alesi                                        | Giuliano Alesi                                        | TOM'S                                                 | Nobuhiro Imada                                        |
| 6     | C2    | Twin Ring Motegi 2 | Giuliano Alesi                                        | Giuliano Alesi                                        | Ren Sato                                              | Toda Racing                                           | Masayuki Ueda                                         |
| 6     | C3    | Twin Ring Motegi 2 |                                                       | Giuliano Alesi                                        | Giuliano Alesi                                        | TOM'S                                                 | Nobuhiro Imada                                        |

## Clasificaciones

### Sistema de puntuación
| Posición | 1.º | 2.º | 3.º | 4.º | 5.º | 6.º | Pole | VR |
| Puntos   | 10  | 7   | 5   | 3   | 2   | 1   | 1    | 1  |

### Campeonato de Pilotos
| Pos. | Piloto          | FUJ | FUJ | FUJ | SUZ | SUZ | SUZ | AUT | AUT | AUT | SUG | SUG | SUG | MOT1 | MOT1 | MOT1 | MOT2 | MOT2 | MOT2 | Puntos |
| ---- | --------------- | --- | --- | --- | --- | --- | --- | --- | --- | --- | --- | --- | --- | ---- | ---- | ---- | ---- | ---- | ---- | ------ |
| 1    | Teppei Natori   | 1   | 2   | 2   | 1   | 1   | 1   | 5   | 1   | C   | 2   | 1   | 2   | 2    | 4    | 7    | 4    | 10   | 8    | 109    |
| 2    | Giuliano Alesi  | 3   | 6   | 3   | 2   | 3   | 2   | 2   | 2   | C   | 1   | 4   | 1   | 3    | 2    | 2    | 1    | 12   | 1    | 103    |
| 3    | Ren Sato        | 2   | 1   | 9   | 12† | 2   | 5   | 9   | 9   | C   | 7   | 2   | 6   | 1    | 1    | 1    | 2    | 1    | 4    | 92     |
| 4    | Atsushi Miyake  | 6   | 5   | 1   | 4   | 6   | 4   | 1   | 6   | C   | 5   | 5   | 4   | 6    | 3    | 5    | 3    | 6    | 2    | 57     |
| 5    | Hibiki Taira    | 4   | DNS | 4   | 5   | 4   | 3   | 4   | 4   | C   | 3   | 3   | 3   | WD   | WD   | WD   | 6    | 4    | 5    | 41.5   |
| 6    | Shunsuke Kohno  | 5   | 7   | Ret | 6   | 7   | 6   | 3   | 3   | C   | 4   | Ret | 5   | 4    | 6    | 4    | 8    | 3    | 6    | 29.5   |
| 7    | Seita Nonaka    | 10  | 3   | 6   | 3   | 5   | 7   | Ret | 5   | C   | 6   | Ret | 7   | 5    | 5    | 3    |      |      |      | 24     |
| 8    | Kazuto Kotaka   |     |     |     |     |     |     |     |     |     |     |     |     |      |      |      | 5    | 2    | 3    | 14     |
| 9    | Seiya Jin       | Ret | 4   | 5   |     |     |     |     |     |     |     |     |     | 7    | 7    | 6    | 7    | 5    | 7    | 8      |
| 10   | Nobuhiro Imada  | 8   | 10  | 11  | 8   | 12† | 10  | 6   | 10  | C   | 9   | 7   | 10  | 9    | 9    | 9    | 9    | 9    | 9    | 1      |
| 11   | Lucca Allen     | WD  | WD  | WD  | WD  | WD  | WD  |     |     |     | 11  | 6   | 8   |      |      |      |      |      |      | 1      |
| 12   | «Dragon»        | 9   | 9   | 8   | 11  | 8   | 9   | 8   | 7   | C   | Ret | 8   | 9   | 8    | 8    | 8    | 10   | 7    | 11   | 0      |
| 13   | Miki Koyama     | 7   | 8   | 7   |     |     |     |     |     |     |     |     |     |      |      |      |      |      |      | 0      |
| 14   | «Syuji»         |     |     |     |     |     |     | 7   | 8   | C   |     |     |     | 10   | 10   | 10   | 12   | 11   | 12   | 0      |
| 15   | Tsubasa Iriyama |     |     |     | 7   | 11  | 8   |     |     |     |     |     |     |      |      |      |      |      |      | 0      |
| 16   | Masayuki Ueda   | 11  | 11  | 10  | 9   | 9   | 11  |     |     |     | 10  | 10  | 11  | WD   | WD   | WD   | 11   | 8    | 10   | 0      |
| 17   | Takashi Hata    |     |     |     | 10  | 10  | Ret |     |     |     | 8   | 9   | 12  |      |      |      |      |      |      | 0      |
| Pos. | Piloto          | FUJ | FUJ | FUJ | SUZ | SUZ | SUZ | AUT | AUT | AUT | SUG | SUG | SUG | MOT1 | MOT1 | MOT1 | MOT2 | MOT2 | MOT2 | Puntos |

| Color     | Resultado              |
| --------- | ---------------------- |
| Oro       | Ganador                |
| Plata     | 2.ª plaza              |
| Bronce    | 3.ª plaza              |
| Verde     | Finalizó en los puntos |
| Azul      | Finalizó sin puntos    |
| Azul      | NC - No clasificado    |
| Violeta   | Ret - No terminó       |
| Rojo      | DNQ - No se clasificó  |
| Negro     | DSQ - Descalificado    |
| Blanco    | DNS - No empezó        |
| Blanco    | WD - Retirado          |
| Blanco    | C - Carrera cancelada  |
| Sin color | DNP - No participó     |
| Sin color | INJ - Lesionado        |
| Sin color | EX - Excluido          |

| Estado  | Resultado |
| ------- | --- |
| Negrita | Pole position |
| Cursiva | Vuelta rápida puntuable, el piloto cumplió los requisitos para ser bonificado con uno o más puntos por lograr la vuelta rápida |
| †       | Abandona, pero clasifica al completar el porcentaje requerido para ello                                                        |

Fuente: Super Fórmula Lights.

### Clase Másters
| Pos. | Piloto         | FUJ | FUJ | FUJ | SUZ | SUZ | SUZ | AUT | AUT | AUT | SUG | SUG | SUG | MOT1 | MOT1 | MOT1 | MOT2 | MOT2 | MOT2 | Puntos |
| ---- | -------------- | --- | --- | --- | --- | --- | --- | --- | --- | --- | --- | --- | --- | ---- | ---- | ---- | ---- | ---- | ---- | ------ |
| 1    | Nobuhiro Imada | 1   | 1   | 2   | 1   | 3†  | 1   | 1   | 2   | C   | 2   | 1   | 1   | 1    | 1    | 1    | 1    | 2    | 1    | 156    |
| 2    | Masayuki Ueda  | 2   | 2   | 1   | 2   | 1   | 2   |     |     |     | 3   | 3   | 2   | WD   | WD   | WD   | 2    | 1    | 2    | 90     |
| 3    | «Syuji»        |     |     |     |     |     |     | 2   | 1   | C   |     |     |     | 2    | 2    | 2    | 3    | 3    | 3    | 48.5   |
| 4    | Takashi Hata   |     |     |     | 3   | 2   | Ret |     |     |     | 1   | 2   | 3   |      |      |      |      |      |      | 35     |
| Pos. | Piloto         | FUJ | FUJ | FUJ | SUZ | SUZ | SUZ | AUT | AUT | AUT | SUG | SUG | SUG | MOT1 | MOT1 | MOT1 | MOT2 | MOT2 | MOT2 | Puntos |

Fuente: Super Fórmula Lights.